# Melanostigma bathium
Melanostigma bathium är en fiskart som beskrevs av Bussing, 1965. Melanostigma bathium ingår i släktet Melanostigma och familjen tånglakefiskar. Inga underarter finns listade i Catalogue of Life.